# Dafydd ap Llywelyn
Dafydd ap Llywelyn (c. Marzo 1212- 25 de febrero de 1246) fue Príncipe del Reino de Gwynedd de 1240 a 1246 y primer gobernante en reclamar el título de Príncipe de Gales.

## Nacimiento y descendencia
Aunque se han propuesto fechas de nacimiento en 1208, 1206, y 1215 para Dafydd, recientemente se ha argumentado de manera persuasiva que había nacido poco después de la Pascua de 1212. Nacido en Castell Hen Blas, Coleshill, Bagillt en Flintshire, fue el hijo único de Llywelyn el Grande con su mujer, Joan (hija de Juan I de Inglaterra). Su abuelo afrontaba problemas en Inglaterra contra sus Barones en la fecha de su nacimiento. En sus años finales, Llywelyn recorrió grandes distancias para que su hijo Daffyd fuera aceptado como su heredero único. Por ley galesa, el hermanastro mayor de Dafydd, Gruffydd tenía derecho a suceder a Llywelyn. Llywelyn hizo que Dafydd fuera reconocido como su heredero por su tío Enrique III de Inglaterra en 1220, y también consiguió legitimar a Joan, madre de Dafydd por el papa para reforzar sus derechos.

## Conflicto
Había soporte considerable para Gruffydd en Gwynedd. Pese a que Dafydd perdió uno de sus apoyos más importantes con la muerte de su madre en 1237, conservó el apoyo de Ednyfed Fychan, Senescal de Gwynedd que gozaba de gran influencia. Llywelyn padeció un ataque paralítico en 1237, y Dafydd tomó mayores poderes. Dafydd gobernó Gwynedd a la muerte de su padre en 1240. 
A pesar de que Enrique III de Inglaterra había aceptado su reclamación para gobernar Gwynedd, no estaba dispuesto a permitir que conservara los territorios conquistados por su padre fuera de Gwynedd. Cuando la situación diplomática se deterioró, Dafydd empezó para explorar alianzas con otros en contra de Enrique, y se sabe que envió embajadores a la corte de Luis IX de Francia. En agosto de 1241, aun así, el rey invadió Gwynedd, y después de una breve campaña, Dafydd fue forzado a someterse. Bajo los términos del Tratado de Gwerneigron,  tuvo que entregar todas sus tierras fuera de Gwynedd, y también tuvo que entregar al rey a su medio hermano Gruffydd, al que había encarcelado. Enrique obtenía así una arma útil contra Dafydd, con la posibilidad de apoyar a Gruffydd contra Dafydd en Gwynedd, pero en marzo de 1244 Gruffydd se mató intentando descender de la Torre de Londres descolgándose con una sábana.

## Reinado posterior y fallecimiento
Esto dejó a Dafydd las manos libres, y entró en una alianza con otros príncipes galeses para atacar posesiones inglesas en Gales. Disfrutó de varios éxitos en el norte: hacia marzo de 1245 había recuperado el castillo de Mold junto con sus posesiones anteriores en el actual Flintshire, y es posible que el castillo de Dyserth también cayera en sus manos en verano. En agosto de 1245 Enrique invadió nuevamente Gwynedd, pero su ejército padeció una derrota en un desfiladero a manos de los hombres de Dafydd.
Dafydd inició también relaciones diplomáticas con el papa Inocente IV, el resultado del cual fue el reconocimiento por el Vaticano de su derecho a gobernar sobre Gales del norte. Después de una intensa actividad diplomática inglesa, la decisión fue revertida en 1245. La lucha continuó en Deganwy hasta que Enrique, (algunos de sus suministros habían sido capturados por el galeses), se quedó sin provisiones. Se acordó una tregua y el ejército de Enrique se retiró en el otoño. La tregua estuvo vigente durante el invierno, pero la repentina muerte de Dadydd en su hogar real de Abergwyngregyn, en febrero de 1246 puso fin definitivo a la contienda. Fue enterrado junto a su padre en la abadía de Aberconwy. El escritor de Brut y Tywysogyon le describió como tarian Cymru - el escudo de Gales. El poeta Dafydd Benfras compuso una elegía en su honor.

## Sucesión
Ya que el matrimonio de Dafydd con Isabella de Braose, hija de William de Braose, no había producido un heredero (aun así algunos antiguos genealogistas le registran habiendo apadrinado niños, incluyendo Dafydd) los dos hijos mayores de Gruffydd, Llywelyn ap Gruffudd y Owain ap Gruffydd, se dividieron Gwynedd entre ellos y continuaron la guerra contra Enrique hasta abril de 1247, cuando se reunieron con el rey en Woodstock y llegaron a un acuerdo, a costa de grandes pérdidas territoriales. Ambos continuarían gobernando Gwynedd conjuntamente hasta la victoria de Llywelyn sobre Owain en la batalla de Bryn Derwin en 1255.